# Gibbs (cràter)
Gibbs és un cràter d'impacte que es troba prop de l'extremitat oriental de la Lluna, a menys d'un diàmetre cràter de major grandària Hecataeus, situat al nord-est. La cadena de cràters denominada Catena Humboldt passa al sud de Gibbs, seguint una línia cap al nord-est. A causa de la seva proximitat a l'extremitat lunar, aquest cràter apareix en escorç vist des de la Terra, i la seva visibilitat està subjecta a libració.
La vora exterior de Gibbs no és massa circular, amb una protuberància cap a l'exterior orientada al nord que li dona un perfil similar al d'una ceba. La paret sud-est està lleugerament desplomada, amb una zona baixa de trencament en la vora en els extrems sud i nord. En altres aspectes, no obstant això, el brocal apareix només lleugerament erosionat. El sòl interior està gairebé a nivell en la seva meitat sud-oest, presentant una superfície irregular al nord-est. Mostra una petita marca de l'impacte d'un cràter al nord-oest del punt central.
Un petit impacte recent al costat de la vora nord-est ha produït un petit sistema de marques radials que forma una faldilla de material de major albedo en tota aquesta part del brocal. Rastres febles d'aquests rajos cobreixen el pis interior de Gibbs.

## Cràters satèl·lit
Per convenció aquests elements són identificats en els mapes lunars posant la lletra en el costat del punt central del cràter que està més prop de Gibbs.
|       | \| Gibbs \| Coordenades \| Diàmetre \| \| ----- \| ------------------------------------ \| -------- \| \| D \| 13° 06′ S, 85° 54′ E / 13.1°S,85.9°E \| 13 km \| |          |
| Gibbs | Coordenades | Diàmetre |
| D     | 13° 06′ S, 85° 54′ E / 13.1°S,85.9°E | 13 km    |